# Comuna de Nowy Staw
Nowy Staw (polaco: Gmina Nowy Staw) é uma gminy (comuna) na Polónia, na voivodia de Pomerânia e no condado de Malborski. A sede do condado é a cidade de Nowy Staw.
De acordo com os censos de 2004, a comuna tem 7795 habitantes, com uma densidade 68,2 hab/km².

## Área
Estende-se por uma área de 114,38 km², incluindo:
- área agricola: 87%
- área florestal: 1%

## Demografia
Dados de 30 de Junho 2004:
|                      | Total   | Total | Mulheres | Mulheres | Homens  | Homens |
| -------------------- | ------- | ----- | -------- | -------- | ------- | ------ |
|                      | pessoas | %     | pessoas  | %        | pessoas | %      |
| População            | 7795    | 100   | 3951     | 50,7     | 3844    | 49,3   |
| Densidade (pop./km²) | 68,2    | 100   | 34,5     | 34,5     | 33,6    | 33,6   |

De acordo com dados de 2005, o rendimento médio per capita ascendia a 1697,01 zł.

## Comunas vizinhas
- Lichnowy, Malbork, Nowy Dwór Gdański, Ostaszewo, Stare Pole